# Фортеця Пілі (Кос)
Фортеця Пілі (грец. Πύλι) — фортеця на острові Кос, Греція, датований ІХ -ХІ ст., розташована на вершині 360 метрів над рівнем моря на відстані 9 км від неї.

## Історія
Фортеця розташован на вершині пагорба у гірській місцевості острова (західна частина гірського хребта Дікайо) поруч з сучасним селом Пілі та була побудована візантійцями в ІХ -ХІ ст. Її засновником вважається  чернець Хосіос Христодулос. Є ознаки  того, що пагорб був укріплений ще під час мікенської цивілізації.  Це найдавніша фортеця острова Кос і була заселена до початку 1830 року, коли її покинули через сплах холери. В XVI ст. коли лицарі чернечого ордену госпітальєрів володіли островом (1315–1522 роки)  вони почали значне укріплення фортеці, проте вона була значно пошкоджена землетрусом 1493 року, як і інші оборонні споруди острова. На півдні поруч із фортецею у XV ст. було засноване село, яке вона захищала від піратських нападів. Османи оволоділи фортецею у 1523 році та частково відремонтували її стіни.

## Архітектура
Фортеця побудована з вапняку та магматичних гірських порід з унікальним для Додеканезу використанням цегли. Фортеця має три рівні стін, з яких верхній охоплює безпосередньо пагорб, другий охоплює більш широку область на сході, заході та півдні, в той час як на північ від верхніх стін фортеці розташовано залишки третіх стін. В замку збереглися залишки семи веж, з яких чотири з верхньої стіни і три з нижньої. Квадратна вхідна брама, обрамлена напівкруглими арками, була побудована приблизно в кінці ХІ ст. століття нашої ери або на початку ХІІ ст. століття методом "прихованого цоколя".
Наразі стіни фортеці та більшість будівель всередині майже повністю зруйновані, окрім квадратної споруди з довжиною стіни 6 метрів, розташованої в північному куті верхніх стін фортеці. Також в центрі верхнього рівня стін фортеці розташована велика підземна цистерна для води.